# الدين في تركمانستان
| الديانة في تركمانستان | الديانة في تركمانستان | الديانة في تركمانستان | الديانة في تركمانستان | الديانة في تركمانستان |
| --------------------- | --------------------- | --------------------- | --------------------- | --------------------- |
|                       |                       |                       |                       |                       |
| الإسلام (سُنة)         | الإسلام (سُنة)         |                       | 93%                   | 93%                   |
| المسيحية              | المسيحية              |                       | 6%                    | 6%                    |
| غير معروف             | غير معروف             |                       | 1%                    | 1%                    |

التركمان في تركمانستان، مثل أقاربهم في أوزبكستان وأفغانستان وإيران هم في الغالب من المسلمين. ووفقًا لكتاب حقائق العالم، فإن تركمانستان يشكل نسبة مسلمون فيها 93٪، وهناك 6٪ أرثوذكس شرقيون. مُعظم الروس هم من المسيحيين الأرثوذكس، كما يوجد نسبة 1٪ المتبقية غير معروفة. تشير تقرير مركز بيو للأبحاث لعام 2009 إلى أن النسبة الأعلى من السكان هم من المسلمين، حيث ينتمي نسبة 93.1٪ إلى الديانة الإسلامية.
الغالبية العظمى من التركمان يعرفون أنفسهم كمسلمين ويعترفون بالإسلام كجزء لا يتجزأ من تراثهم الثقافي. ومع ذلك، هناك من يؤيد فقط إحياء مكانة الدين كعنصر من عناصر النهضة الوطنية.
التركمان والأوزبك والكازاخ والبلوش والباشتون الذين يعيشون في مقاطعة ماري هم في الغالب من المسلمين السنة. هناك فئة صغيرة من المسلمين الشيعة ، وكثير منهم من أصل إيراني أو أذري أو أكراد يعيشون على طول الحدود مع إيران وفي تركمنباشي (كراسنوفودسك).
يشكل الروس والأرمن العرقيون أيضًا نسبة كبيرة من أعضاء التجمعات الدينية غير المسجلة ؛ ويبدو أن التركمان الإثنيين يتم تمثيلهم بشكل متزايد بين هذه المجموعات أيضًا. توجد مجتمعات صغيرة من الطوائف التالية غير المسجلة مثل: الكنيسة الرومانية الكاثوليكية ، وشهود يهوه ، واليهود ، والعديد من الجماعات المسيحية الإنجيلية بما في ذلك المعمدانيين «المنفصلين» ، والمجموعات الكاريزمية، ومجموعة غير منتمية للطائفة.
وبحسب ما ورد تضمنت مجموعة صغيرة جدًا من الألمان العرقيين، الذين يعيش معظمهم في مدينة سيراخ وحولها ، اللوثريين الممارسين. يعيش ما يقرب من ألف بولندي في البلاد ؛ لقد تم استيعابهم إلى حد كبير في المجتمع الروسي ويعتبرون أنفسهم أرثوذكس روس. اجتمعت الطائفة الكاثوليكية في عشق أباد، والتي كانت تضم مواطنين وأجانب، في كنيسة القبطية الرسولية . كان هناك بعض المبشرين الأجانب، على الرغم من أن نطاق أنشطتهم غير معروف.
يعيش ما يقدر بألف يهودي في البلاد. معظمهم من أفراد عائلات أتوا من أوكرانيا خلال الحرب العالمية الثانية . هناك بعض العائلات اليهودية التي تعيش في تركمان أباد، على الحدود مع أوزبكستان، تُعرف باسم يهود بخارى ، في إشارة إلى مدينة بخارى الأوزبكية. لم تكن هناك معابد يهودية أو حاخامات ، واستمر اليهود في الهجرة إلى كيان الصهيوني وروسيا وألمانيا. ومع ذلك، ظل عدد السكان اليهود ثابتًا نسبيًا. ينضم المجتمع اليهودي للاحتفالات الدينية لكنهم لم يختاروا التسجيل كمجموعة دينية ؛ ولم ترد تقارير عن مضايقات.

## الدين بعد الاستقلال
منذ عام 1990 ، بُذلت جهود لاستعادة بعض التراث الثقافي المفقود تحت الحكم السوفيتي، أمر الرئيس نيازوف بتدريس المبادئ الإسلامية الأساسية في المدارس العامة، وظهرت المزيد من المؤسسات الدينية، بما في ذلك المدارس الدينية والمساجد، بدعم من المملكة العربية السعودية والكويت وتركيا. تقام الفصول الدينية في كل من المدارس والمساجد، مع تدريس اللغة العربية، والقرآن والحديث ، وتاريخ الإسلام.
تؤكد حكومة تركمانستان على طبيعتها العلمانية ودعمها لحرية المعتقد الديني ، على النحو المنصوص عليه في قانون عام 1991 بشأن حرية الضمير والمنظمات الدينية في جمهورية تركمانستان الاشتراكية السوفياتية في دستور عام 1992. تضمن هذه الوثيقة الفصل بين الدين والدولة. كما أنه يزيل أي أساس قانوني للإسلام كي يلعب دورًا في الحياة السياسية من خلال حظر التبشير ونشر المؤلفات الدينية «غير الرسمية» والتمييز على أساس الدين وتشكيل الأحزاب السياسية الدينية. بالإضافة إلى ذلك، تحتفظ الحكومة لنفسها بالحق في تعيين وفصل أي شخص يقوم بتدريس الشؤون الدينية أو من أعضاء رجال الدين. منذ الاستقلال، كانت القيادة الإسلامية في تركمانستان أكثر حزماً، لكنها في جزء كبير منها لا تزال تستجيب لسيطرة الحكومة. قدمت الهيئة الإدارية الرسمية للقضاة الدينيين دعمها الرسمي للرئيس نيازوف في انتخابات يونيو 1992.
من ناحية أخرى، يعارض بعض القادة المسلمين المفهوم العلماني للحكومة، وخاصة الحكومة التي يسيطر عليها الشيوعيون السابقون. وتعهد بعض القادة الرسميين والمعلمين العاملين خارج الهيكل الرسمي بزيادة معرفة السكان بالإسلام، وزيادة دور الإسلام في المجتمع، وتوسيع نطاق الالتزام بمبادئه، ووضعت الحكومة خططًا لرفع مستوى مجلس الشؤون الدينية إلى مرتبة الوزارة في محاولة لتنظيم الأنشطة الدينية بشكل أكثر إحكامًا.

### الحجاب والتدين
ثمة تضييق شديد على مظاهر التدين في تركمانستان، بدء من الحجاب واللحية ودراسة القرآن، فرغم النسبة العالية لمسلمي تركمانستان، فأن الحجاب ممنوع في المدارس والجامعات والمؤسسات، ولكن في نفس الوقت يمنع على النساء لبس ملابس شفافة أو كاشفة، فهناك مستوى من الستر مفروض عليهن من قبل المجتمع، كما أن المرأة يمنع عليها بتاتا ارتداء الحجاب قبل الزواج، فهي ملزمة به بعد الزواج!

## ديانات أخرى

### النصرانية
المسيحية هي ثاني أكبر ديانة في تركمانستان ، حيث تمثل 6.4٪ من السكان أو 320,000 وفقًا لدراسة عام 2010 من قبل مركز بيو للأبحاث . حوالي 5.3٪ أو 270.000 من سكان تركمانستان هم من المسيحيين الأرثوذكس الشرقيين .
يمثل البروتستانت أقل من 1٪ (30000) من سكان تركمانستان. يوجد أيضًا عدد قليل جدًا من الكاثوليك في البلاد - حوالي 95 في المجموع.
يعيش الأرمن في تركمانستان (أقل من 1٪) في الغالب على الكنيسة الرسولية الأرمنية .

### الهندوسية
انتشرت الهندوسية في تركمانستان على يد مبشري هاري كريشنا . هاري كريشناس هم أقلية في تركمانستان. وكثير من الهنود ال 600 في تركمانستان هم من الهندوس.

### البهائية

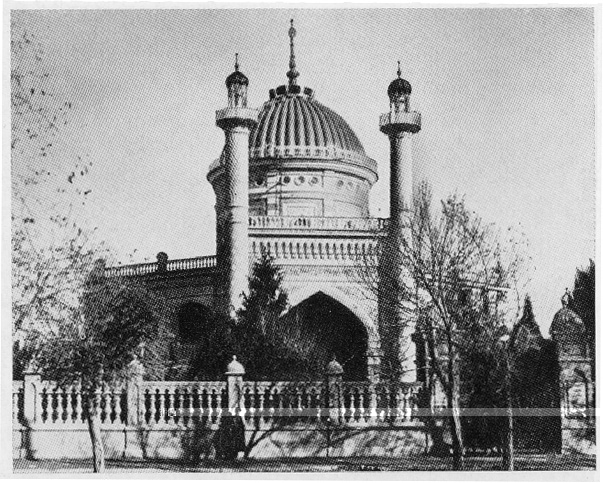
بيت عبادة بهائي

بدأت العقيدة البهائية في تركمانستان قبل التقدم الروسي إلى المنطقة عندما كانت المنطقة تحت تأثير بلاد فارس. وبحلول عام 1887 ، كانت جماعة من اللاجئين البهائيين من العنف الديني في بلاد فارس قد أقامت مركزًا دينيًا في عشق أباد . بعد ذلك بوقت قصير — بحلول عام 1894 — جعلت روسيا تركمانستان جزءًا من الإمبراطورية الروسية . في حين انتشر العقيدة البهائية عبر الإمبراطورية الروسية  وجذب انتباه العلماء والفنانين، قامت الجامعة البهائية في عشق آباد ببناء أول بيت عبادة بهائي ، وانتخبوا واحدة من أوائل المؤسسات الإدارية المحلية البهائية وكانت مركزًا للمنح الدراسية. ومع ذلك، خلال الفترة السوفيتية، أدى الاضطهاد الديني إلى اختفاء المجتمع البهائي تقريبًا - لكن البهائيين الذين انتقلوا إلى المناطق في الخمسينيات من القرن الماضي حددوا الأفراد الذين ما زالوا ينتمون إلى الدين. بعد تفكك الاتحاد السوفيتي في أواخر عام 1991 ، بدأت المجتمعات البهائية وهيئاتها الإدارية في التطور عبر دول الاتحاد السوفيتي السابق. في عام 1994 ، انتخبت تركمانستان الجمعية الروحية الوطنية الخاصة بها  ولكن القوانين التي صدرت في عام 1995 في تركمانستان تطلبت من 500 معتنق ديني بالغ في كل منطقة للتسجيل ولا يمكن لأي مجتمع بهائي في تركمانستان تلبية هذا الشرط. اعتبارًا من عام 2007 ، كان الدين لا يزال يفشل في الوصول إلى الحد الأدنى من عدد معتنقي التسجيل  وشهد الأفراد مداهمة منازلهم بسبب الأدب البهائي .

## حرية الدين
حرية الدين مكفولة بموجب المادة 11 من دستور تركمانستان . ومع ذلك، مثل حقوق الإنسان الأخرى، فإنها غير موجودة. كتاب الرئيس السابق صابر مراد نيازوف كتاب الروح نامة ، وهو مفروض على جميع الطوائف الدينية. وعلى الرغم من الضغوط الدولية، تقوم السلطات بقمع شديد لجميع الجماعات الدينية، والإطار القانوني ضيق للغاية لدرجة أن الكثيرين يفضلون العيش تحت الأرض بدلاً من الاضطرار إلى المرور عبر جميع العقبات الرسمية. يتأثر أتباع المسيحية البروتستانتية ، بالإضافة إلى مجموعات مثل شهود يهوه ، البهائيين ، وهاري كريشنا.  كما تم تغريم شهود يهوه وسجنهم وضربهم بسبب إيمانهم أو بسبب المستنكفين ضميريًا.